# Ben Hutchinson
Benjamin Hutchinson (Nottingham, 27 novembre 1987) è un ex calciatore inglese, di ruolo attaccante.

## Carriera
Ha giocato nella prima divisione inglese ed in quella scozzese.

## Palmarès

### Club

#### Competizioni nazionali
- Conference League Premier: 1

Mansfield Town: 2012-2013